# Masi (azienda)
La Masi è un'azienda produttrice di bici da corsa con sede a Milano.
Fondata nel 1949 da Faliero Masi, dal 1952 l'officina ha sede all'interno della struttura del Velodromo Vigorelli.
Proprio al Vigorelli sono legate le Masi, spesso infatti venivano costruite bici da pista e lo stesso Masi fu il meccanico di fiducia di Antonio Maspes, mentre nel 1959 costruì una bici appositamente per Jacques Anquetil per il record dell'ora, dal momento che la sua risultò inadatta al velodromo milanese.
I telai Masi furono usati da numerosi campioni del ciclismo su strada e su pista, da Fausto Coppi e Eddy Merckx.
Nel 1972 Faliero Masi aprì uno stabilimento negli Stati Uniti affidando la produzione a Mario Confente: la Masi California esiste ancor oggi ma ha perso quasi ogni collegamento con le sue origini.
Fra i più famosi modelli di bici Masi si ricordano, a partire dagli anni sessanta, la Speciale Corsa, la Masi Special, ma soprattutto la Gran Criterium, una delle bici più ambite in assoluto dai collezionisti.
Il figlio di Faliero, Alberto, rilevò l'attività del padre continuando a produrre bici di altissima gamma, fra le quali la rivoluzionaria Volumetrica 3V del 1982, caratterizzata dai primi tubi oversize e dalle congiunzioni interne.